# Ferdinand Just
Ferdinand Fritz Wendelin Just (* 13. Mai 1919 in Biela b. Bodenbach, heute zu Děčín; † 29. April 2010 in Bonn) war ein deutscher Maler und Bildhauer.

## Werdegang
Just kam als Sohn eines Architekten zur Welt und wuchs in Breslau auf. Während des Zweiten Weltkriegs kämpfte er als Soldat an der Front. Sein Frühwerk als Maler ging in dieser Zeit fast ganz verloren. Nach Kriegsende kam er zunächst nach Schleswig-Holstein, wo er Emil Nolde kennenlernte. Ab 1948 lebte er in Bonn.
Schwerpunkt seines künstlerischen Schaffens waren abstrakte plastische Arbeiten aus Aluminium, die im Freiformguss entstanden. Auf dem Theatervorplatz der Stadt Lünen an der Lippe steht die 1984 von ihm geschaffene Skulptur „Aufstrebende Stadt“.

## Ehrungen
- 15. September 1997: Verdienstkreuz 1. Klasse der Bundesrepublik Deutschland
- 29. April 1945: Verwundetenabzeichen in Schwarz
- 24. Dezember 1944: Kriegsverdienstkreuz 2. Klasse mit Schwertern
- Eisernes Kreuz 2. Klasse (Verleihungsdatum unbekannt)